# تونی لیانگ کا-فای
تونی لیانگ کا-فای (انگلیسی: Tony Leung Ka-fai؛ زادهٔ ۱ فوریهٔ ۱۹۵۸) مشخور به «تونی بزرگه»، بازیگر اهل چین است. او را غالباً با تونی لیانگ اشتباه می‌گیرند که لقبش «تونی کوچیکه» بود.
از فیلم‌ها یا برنامه‌های تلویزیونی که وی در آن نقش داشته‌است، می‌توان به عاشق، جزیره آتش، خاکسترهای زمان، زندان در آتش، فردای بهتر۳: عشق و مرگ در سایگون، بروس لی، برادرم، تأسیس یک حزب، افسانه، جنگ سرد، محافظان و آدمکش‌ها، انتخابات، کارآگاه دی: راز شبح آتشین، تأسیس جمهوری، جایگاه چشمگیر، حسرت ابدی، قربانی، بر روی کوه تای هنگ، تسخیر کوهستان ببر، جکی و خون‌آشامان ۲ و لیگ خدایان اشاره کرد.